# Озкан, Эбру
Эбру́ Озка́н (тур. Ebru Özkan; род. 18 ноября  1978 года, Анкара, Турция) — турецкая актриса театра и кино, фотомодель.

## Биография
Родилась 18 ноября 1978 года в Анкаре в семье Арифа Эркина. Окончила университет языков, истории и географии. Первые шаги в актёрскую карьеру Эбру начала с театра и модельного бизнеса. В Турции Эбру стала известной сыграв роль Мелисы в фильме «Дом кошмара». 
С 2009 года по 2011 год Эбру играла в сериале «Усадьба госпожи». Позже она сыграла Дефне в сериале «Дочки-матери». А в 2012 году сыграла Элу в сериале «Роль моей жизни» и Суну в сериале «Записки». В 2015 году Эбру сыграла Лейлу в фильме «Воспоминания ветра» совместно с Хатидже Тубой Бюйюкюстюн.
С 2014 по 2017 год Эбру играла Диляру Гюрпынар (Терзиоглу, Эргюван) в сериале «Вдребезги». Этот сериал стал самым успешным проектом Эбру и принёс ей большую славу.
В 2018 году имела одну из главных ролей в сериале Хиляль Сарал «Соколиный Холм». Но проект был досрочно завершён по причине неоправданных рейтинговых и внезапного решения телеканала. В 2023 году в прокат вышел мистический сериал «Шахмаран», в котором актриса сыграла одну из главных ролей.

## Личная жизнь
В 2008 году состояла в отношения с Мертом Фырат.
С 2009 по весну 2014 год была в долгих отношениях с Джанером Джиндоруком.
Так же состояла в отношениях с Неждатом Ислер.
С конца 2014 / начала 2015 года в отношениях с Эртаном Сабан. 3 июня 2016 года влюблённые сыграли свадьбу. 12 января 2018 года у них родилась девочка, которую назвали Бириджик.

## Фильмография
| Год       |   | Русское название   | Оригинальное название        | Роль           |
| --------- | - | ------------------ | ---------------------------- | -------------- |
| 2018      | с | Соколиный Холм     | Şahin Tepesi                 | Мелек Озден    |
| 2015      | ф | Воспоминания ветра | Rüzgarın Hatıraları          | Лейла          |
| 2014—2017 | с | Вдребезги          | Paramparça                   | Диляра Эргюван |
| 2014      | с | Записки            | Not Defteri                  | Суна           |
| 2012      | с | Роль в жизни       | Hayatımın Rolü               | Эла            |
| 2011      | с | Мамы и дочери      | Anneler ile kızları          | Дефне          |
| 2010      | ф | Чинара             | Çınar Ağacı                  | Беррин         |
| 2009—2011 | с | Усадьба госпожи    | Hanımın Çiftliği             | Халиде         |
| 2009      | с | Розовый мир        | Güldünya                     | Дуру           |
| 2007      | с | Чёрный жемчуг      | Kara İnci                    | Сечиль         |
| 2006      | с | Слёзы города       | Gözyaşı Çetesi               | Дениз          |
| 2006      | ф | Дом кошмара        | Kabuslar Evi: Bir Kış Masalı | Mелиса         |

## Театр
- Pandaların Hikayesi (2012)
- Romeo ve Juliet (2008)
- Arzu Tramvayı (2008)
- Atları Da Vururlar (2005)